# Hummel (musikinstrument)
Hummel, långspel, långharpa, är ett gammalt stränginstrument som kan liknas vid en äldre typ av cittra och är besläktad med det norska instrumentet langeleik. Namnet hummel tros komma från tyskans Hummel (humla).

## Historik

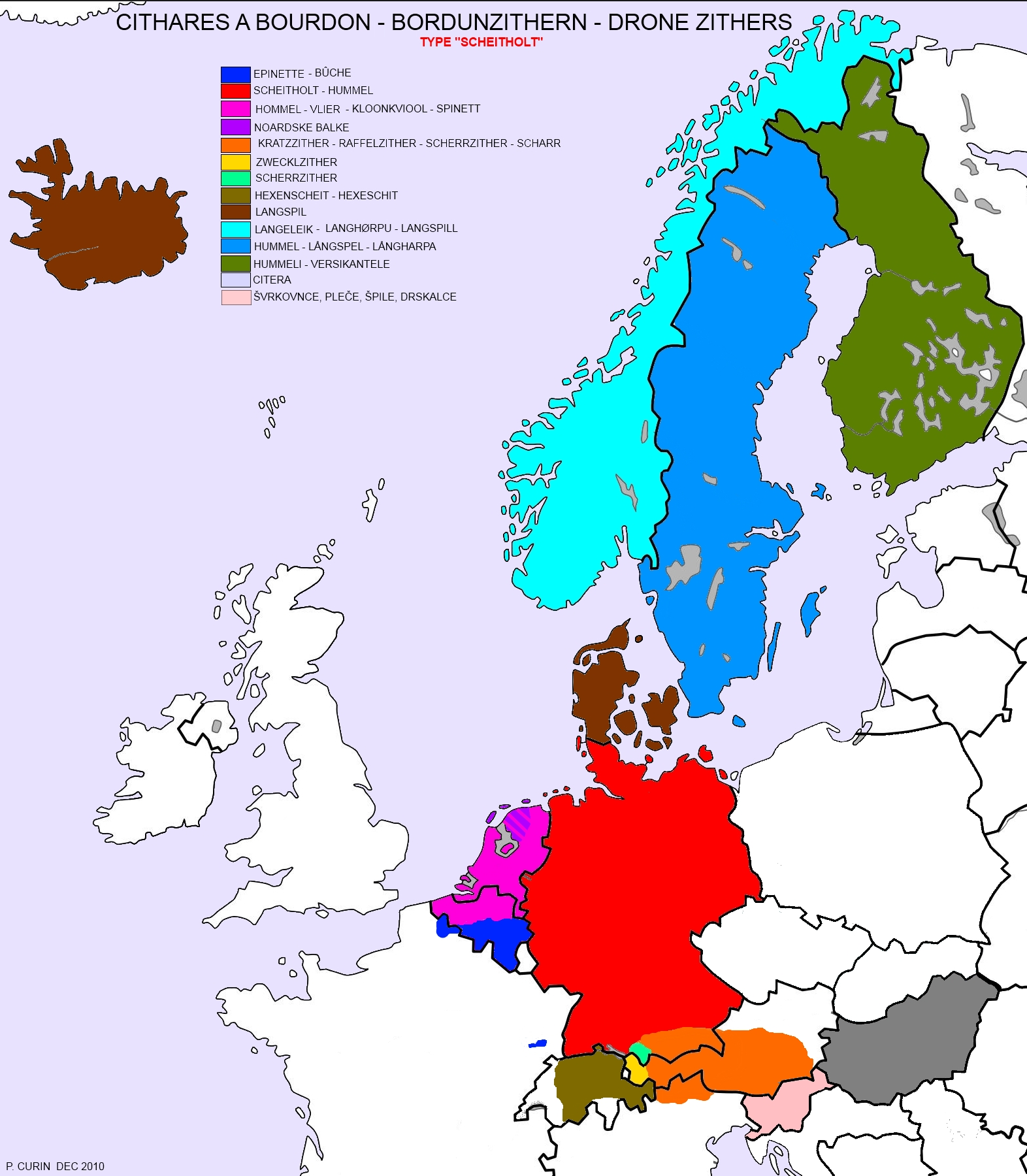
Utbredningen av Hummeln och liknande instrument i Europa.

Hummeln är ett (troligen medeltida) instrument som funnits i hela Europa i lite olika varianter. Instrumentet var vanligt i Nederländerna, Nordtyskland och Danmark under 1700-talet. I svensk bondekultur finns belägg för instrumentet först från 1600-talet och det verkar ha förekommit mest i de södra delarna. Under 1800-talet ansågs hummeln vara ett primitivt bondeinstrument och dess popularitet avtog men några entusiaster har, med start från 1970-talet, återupptagit traditionen att spela hummel.

## Konstruktion
Hummeln är ett instrument som förekommer i många variationer beträffande såväl utseende som antal strängar etcetera. Gemensamt för alla varianter är platt lock och botten samt en fristående basad sarg. Materialet har varierat men dimensionen är alltid tunn. I locket finns ett eller flera ljudhål som kan förekomma i många former. Strängarna varierar i antal men består ofta av ett fåtal spelsträngar samt ett större antal bordunsträngar. Det är inte ovanligt med tre spelsträngar, två identiskt stämda och den sista strängen en oktav under de andra. Strängarna är fästa på stift i sargens nedre del samt i skruvar i en skruvplatta (liknande konstruktion som på nyckelharpa eller gitarr men inte fiol som istället har en skruvlåda där skruvarna sitter i lådans sidor). Under spelsträngarna, antingen fästa direkt på locket eller på en grepplist eller greppbräda, finns ett antal greppband (cirka 17 stycken) liknande de på en gitarr. Resonanskroppen förekommer i två huvudformer, antingen päronformad med strängarna i mitten eller som ett halvt päron med strängarna i resonanskroppens kant.

## Spelsätt
Hummeln placeras på ett bord, vars egenskaper precis som för cittran kraftigt påverkar ljudnivån och klangen hos instrumentet. Melodisträngarna avkortas antingen genom att spelmannen trycker ner dem uppifrån med fingrarna eller en pinne. Genom att förkorta de identiskt stämda spelsträngarna med ett intervall på en ters kan spelmannen spela stämma till sig själv och det är något som utnyttjas flitigt. Det går även att spela en stämma med ett sextintervall genom att använda den oktaverade spelsträngen. Strängarna knäppes med ett plektrum och ofta slås samtliga strängar an hela tiden. Detta är möjligt eftersom bordunsträngarna är stämda i ett lämpligt ackord som är relativt öppet till sin karaktär, exempelvis kan alla strängar vara stämda som d eller a.

## Musik för hummel
Hummeln lämpar sig ypperligt för ackompanjemang av visor, framför allt tack vare de många bordunsträngarna. Speltekniken där instrumentet ligger ner gör det ganska svårt att spela snabba melodier på instrumentet och någon specifik instrumental hummelrepertoir existerar nog inte.

## Hummelspelare
Den mest kända hummelspelaren är troligen Otto Malmborg eller Ottar Hyll som hans artistnamn var. Exempel på nutida hummelspelare är Erik Hector, som spelat hummel på många av Sågskäras produktioner samt Henrik Hummel Schön som erhållit zornmärket i brons på hummel. Erik Hector släppte en 2019 CD (Gammalthea SEWJN44) helt ägnad åt hummelns klang, "Sancta Simplicitas Låtar på hummel". Erik Hector spelar hummel och sjunger. På inspelningarna medverkar också Lisa Hector (sång) och Jonas Åkerlund (Säckpipa, flöjt och sång). 